# Borotou
Borotou este o comună din departamentul Koro, regiunea Bafing, Coasta de Fildeș.